# Lepisorus macrosphaerus
Lepisorus macrosphaerus är en stensöteväxtart som först beskrevs av John Gilbert Baker och som fick sitt nu gällande namn av Ren-Chang Ching.
Lepisorus macrosphaerus ingår i släktet Lepisorus och familjen Polypodiaceae. Inga underarter finns listade i Catalogue of Life.